# Vannasone Douangmaity
Vannasone Douangmaity (* 15. März 1997 in Attapeu) ist ein laotischer Fußballspieler.

## Karriere

### Verein
Vannasone Douangmaity stand 2017 beim Young Elephants FC in Vientiane unter Vertrag. Der Verein spielte in der ersten Liga des Landes, der Lao Premier League. 2018 wechselte er für ein Jahr zum Dragon King FC. Der Verein spielte in der zweiten Liga, der Lao Division One. Nach einem Jahr kehrte er zu seinem ehemaligen Verein Young Elephants zurück. 2020 und 2022 gewann er mit den Elephants den Lao FF Cup. Am Ende der Saison 2022 feierte er mit dem Verein den Gewinn der laotischen Meisterschaft. Nach 19 Ligaspielen wechselte er zu Beginn der Saison 2023 zum ebenfalls in der ersten Liga spielenden Master 7 FC. Für den Hauptstadtverein bestritt er sechs Ligaspiele. Ende April 2023 verpflichtete ihn der Ligakonkurrent Namtha United FC.

### Nationalmannschaft
Vannasone Douangmaity spielt seit 2019 für die laotische Nationalmannschaft. Bisher bestritt er vier Länderspiele.

## Erfolge
Young Elephants FC
- Laotischer Meister: 2022
- Laotischer Pokalsieger: 2020, 2022